# São Geraldo da Piedade
São Geraldo da Piedade – miasto i gmina w Brazylii, w stanie Minas Gerais. Znajduje się w mikroregionie Governador Valadares.